# Kasteel van Guédelon

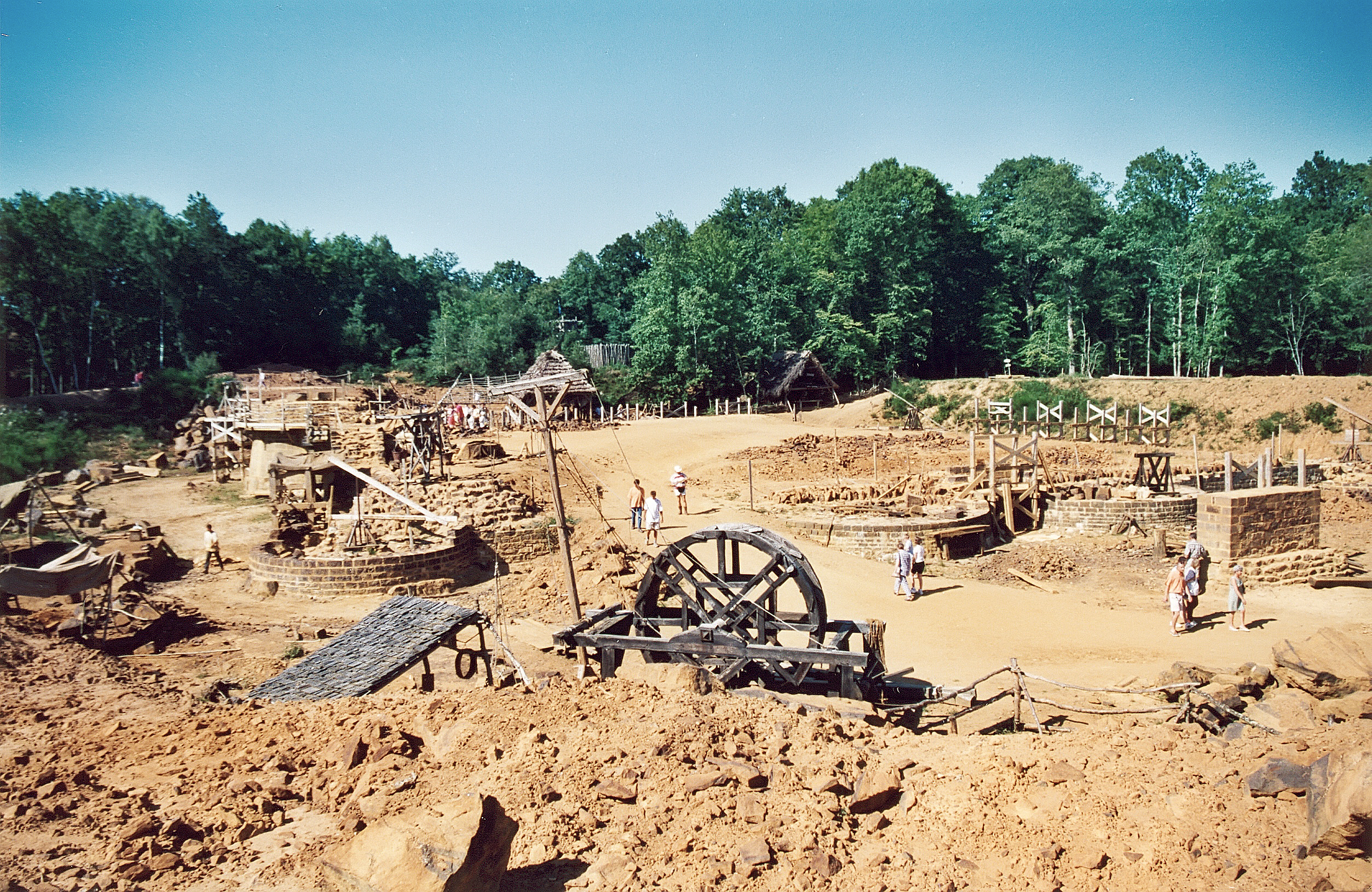
De bouwplaats in 2000

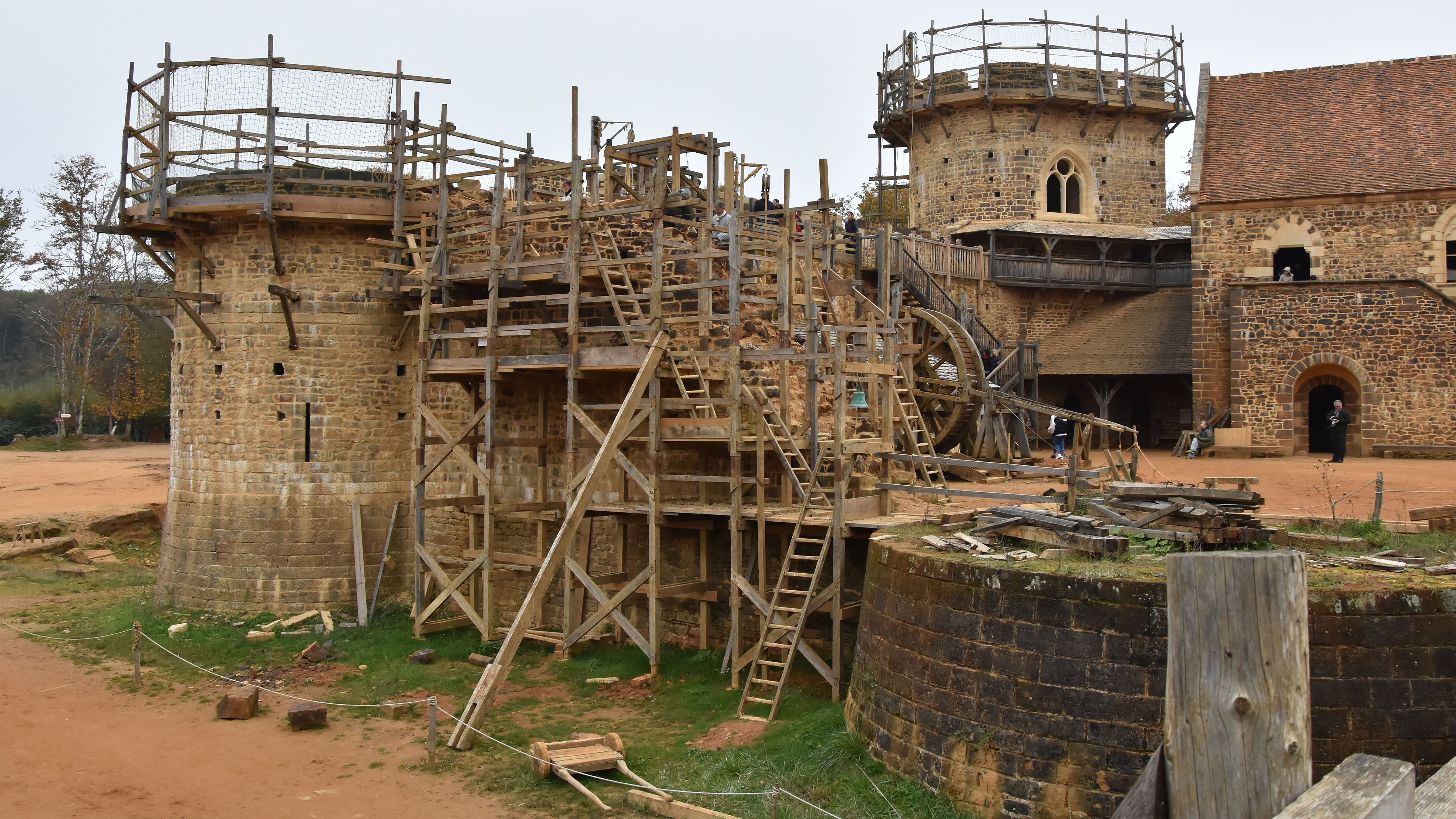
Zicht op de westelijke zijde vanaf de loopbrug met achteraan rechts de kapeltoren en de trap naar het huis van de leenheer

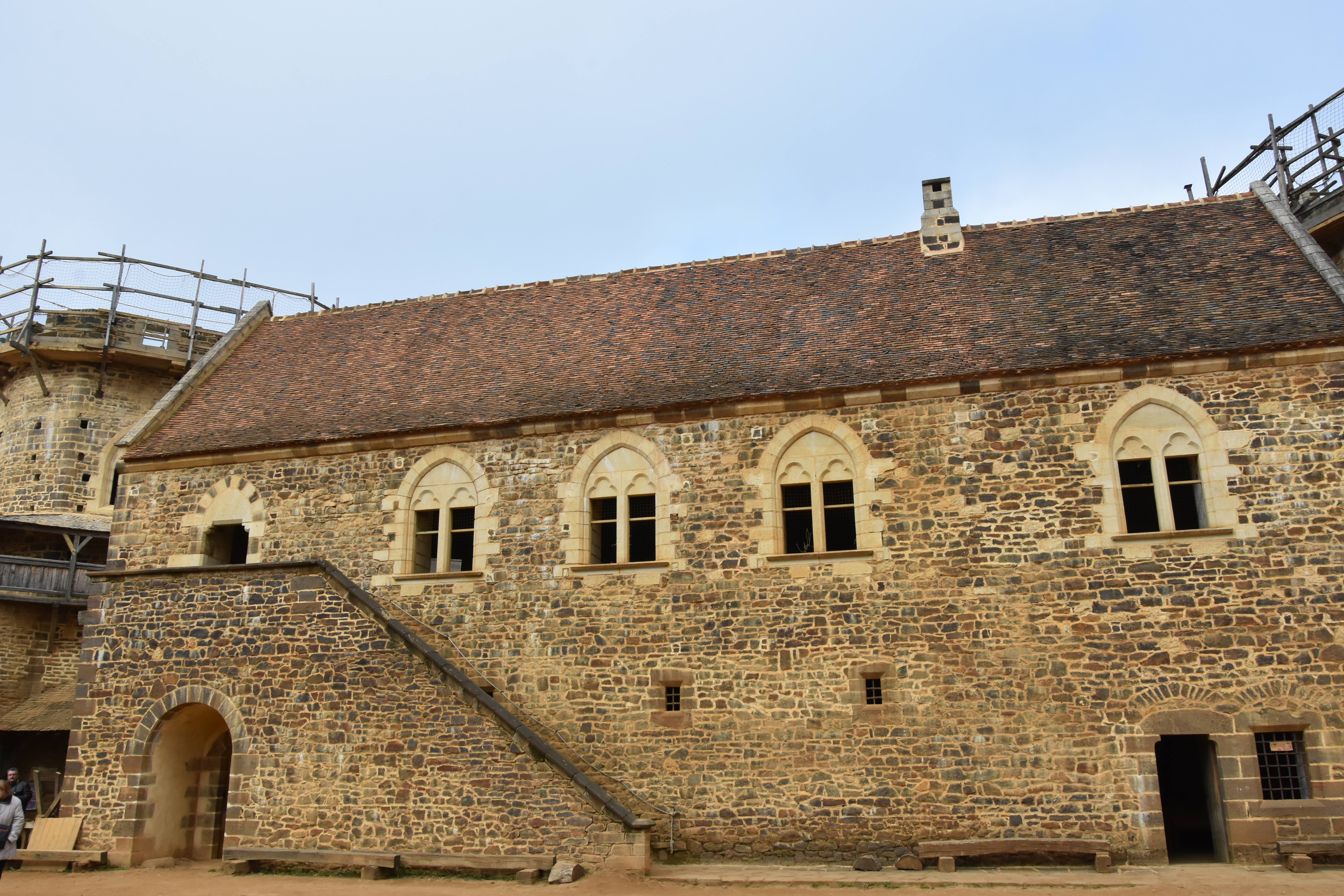
De woning van de leenheer

Het Kasteel van Guédelon (Frans: Château de Guedelon) is een kasteel te Treigny (Yonne, Frankrijk) dat in de 20e en 21e eeuw gebouwd wordt met middeleeuwse technieken. Het ontwerp is geïnspireerd op 13e-eeuwse bouwplannen uit de tijd van Filips II van Frankrijk en volgt de ideeën van de experimentele archeologie.
Het begon in 1997 als een amateurproject van restaurator Michel Guyot. Guyot ontdekte bij de studie van het in rode baksteen opgetrokken kasteel van Saint Fargeau uit de 15e eeuw dat dit was gebouwd op een middeleeuwse versterkte burcht. Dat bracht hem op het idee zo'n burcht na te bouwen met gebruikmaking van de oorspronkelijke technieken. Aanvankelijk werd hij niet serieus genomen, maar toen gaandeweg duidelijk werd dat het hem ernst was, is door de Franse overheid en de Europese Unie 2,5 miljoen euro subsidie verstrekt. Inmiddels bedruipt het project zichzelf door giften, entreegelden en verkoop.
Guédelon geeft antwoord op de vragen hoe een dergelijk gebouw tot stand kwam, waar de materialen vandaan kwamen, hoe het materiaal werd aangevoerd en welke gereedschappen en hijswerktuigen werden gebruikt. Maryline Martin zocht een geschikte locatie, wist overheden en partners te overtuigen, zorgde voor vergunningen en wierf arbeiders. Omdat het transport van bouwmateriaal in de middeleeuwen traag en duur was, werd gekozen voor een plek in het bos van Guédelon, vlak bij een steengroeve waar ook hout, klei, zand en water voldoende aanwezig waren.
De opgebouwde ervaring bleek behulpzaam bij het reconstrueren van het in 2019 afgebrande dak van de Notre-Dame van Parijs.

## Het kasteel
Kastelen in de 13e eeuw vervulden meestal verschillende functies. Ze waren tegelijkertijd een woning, een schuilplaats en een centrum van bestuurlijke en politieke macht. De invloed die de eigenaar, meestal een leenheer van de koning, kon uitoefenen hing af van zijn financiële macht die hij meestal putte uit de opbrengst van landerijen.

### De kapeltoren
De kapeltoren, achteraan aan de westelijke zijde, die men hier optrekt wordt 23 m hoog met een diameter van 9 m. Hij wordt zo genoemd wegens de kapel op de tweede verdieping. Onder de begane grond bevindt zich een cisterne of regenput op een diepte van 6 meter. Twee steenhouwers werkten enkele maanden om de putrand uit één enkele steen van 1,6 ton te houwen. Op de begane grond is een ruimte voor wachters ingericht die voorzien is van een kruisgewelf met spitsbogen van kalksteen dat in 2002 werd afgewerkt. De eerste verdieping is ingericht als slaapkamer.

### Tour Maîtresse
Filips II liet dit type toren opnemen in de architectuur van zijn kastelen. Met een diameter van 12 m en een hoogte van 28,5 m was het de hoogste toren en getuigde zo van de macht en het belang van zijn bewoner. Ook hier ligt een waterreservoir in de kelder (met ribgewelf) en een wachtersruimte op de begane grond. Het uit zandsteen opgetrokken ribgewelf met een gewicht van 120 ton werd in 2005 afgewerkt. De verdiepingen zijn verbonden via een ringvormige wenteltrap. Om indringers aan te vallen kan men via een opening, zes meter hoog in het plafond (assommoir), projectielen op hen laten neervallen. Op de eerste verdieping verblijft de leenheer; zijn slaapvertrek ligt een verdieping hoger terwijl op de derde verdieping wachters de omgeving in de gaten kunnen houden.

### Woning van de leenman
Deze woning, 18 m lang en 6,8 m breed, is gebouwd aan de binnenzijde van de noordwand van Guédelon. Op de begane grond in de keuken, in de grote haard met broodoven, kan voedsel bereid worden en gebakken worden voor de kasteelbewoners. Een aanrecht krijgt regenwater dat via een stenen goot van het puntdak naar de keuken wordt geleid. De kasteelheer bewaart zakken graan, meel en andere goederen op houten rekken in de provisiekamer. Aan de zuidkant zijn kleine ramen voorzien die tegelijkertijd ventileren en veel zonlicht weren. Houten luiken beletten vogels en knaagdieren de toegang.
De grand degré (Nederlands: grote helling) is de trap aan de buitenzijde die naar de eerste verdieping en een grote zaal leidt. Deze belangrijkste ruimte in Guédelon dient als ontvangstruimte en rechtbank. Vlak ernaast is een verblijf voor belangrijke gasten.
Met de constructie van het dak is in 2006 begonnen. Het dakgebint bestaat uit een trekbalk, gebogen schoorbalken en een hangstijl, samen met 31 secundaire spanten waarvan 5 zijn verbonden met de scheidingsmuren of de puntgevels.

## De wetenschappelijke omkadering
Tijdens de bouw worden de arbeiders bijgestaan door een team van kunsthistorici, archeologen en kastelenkenners. Voor de wetenschappers is dit een unieke kans om hun theoretische kennis in de praktijk te toetsen. Ze hebben zich voorbereid door de kastelen en burchten uit de 13e eeuw te bestuderen, hun boekhouding en de bouwkundige richtlijnen van Filips II. Bijkomende informatie kwam uit de miniatuurschilderkunst en de glas-in-loodramen uit die periode. De geloofwaardigheid wordt gewaarborgd door een scenario te volgen waarbij de werkzaamheden in 1229 zijn begonnen en de leenheer iemand uit het geslacht Courtenay zou kunnen zijn.

## Professionelen en vrijwilligers
Ongeveer 35 mensen hebben een betaalde baan bij de bouw. Daarnaast werken er tijdelijke krachten die zich vrijwillig melden, stagiairs in opleiding en mensen uit instellingen met de benodigde specialiteiten. Ze werken met gereedschappen uit de 13e eeuw terwijl hun veiligheid wordt verzekerd met maatregelen en voorzieningen uit deze tijd.

## Materialen en beroepen

### De groeve, de steenhouwers en de metselaars

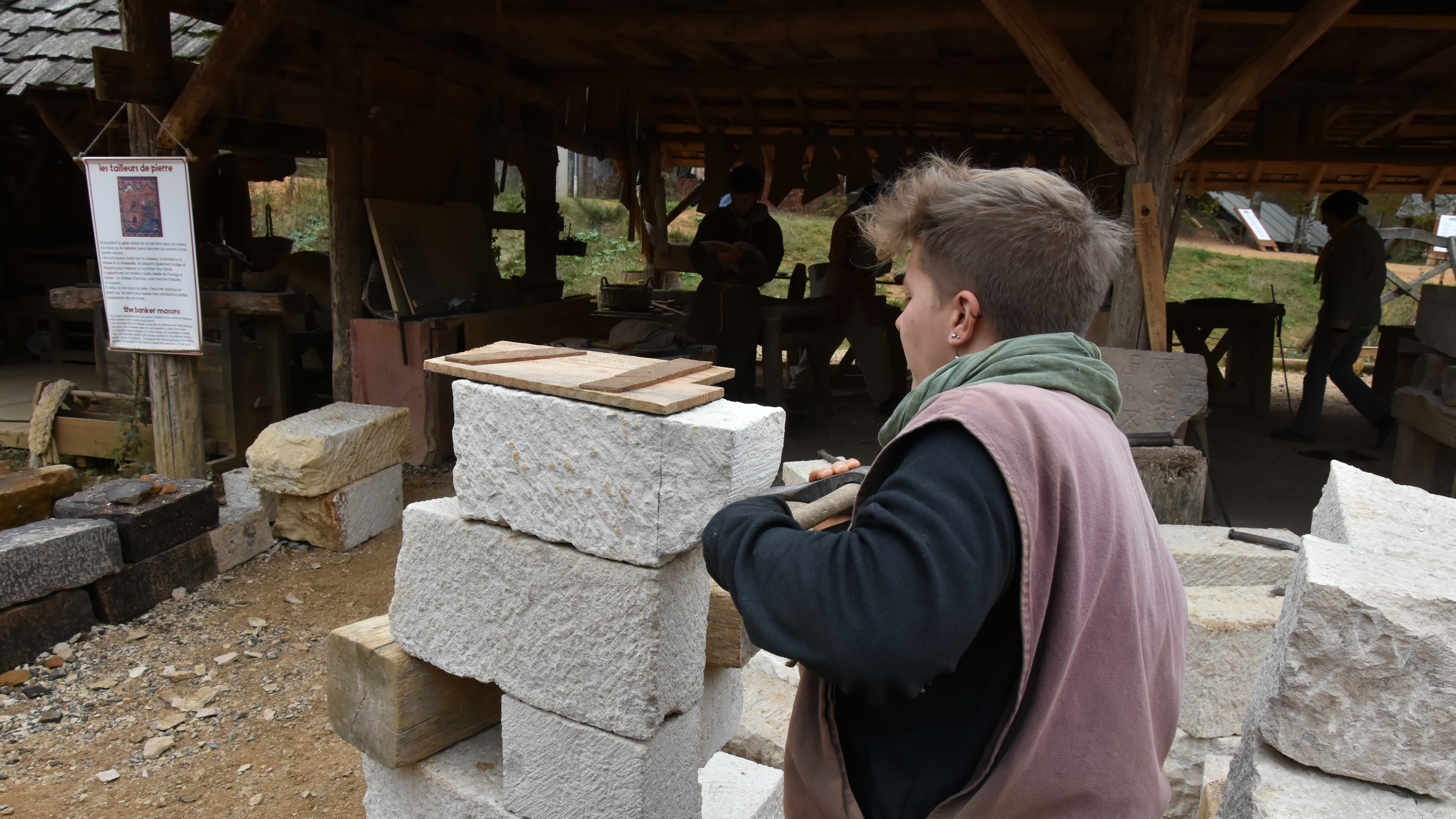
Let op het paneel boven op de steen

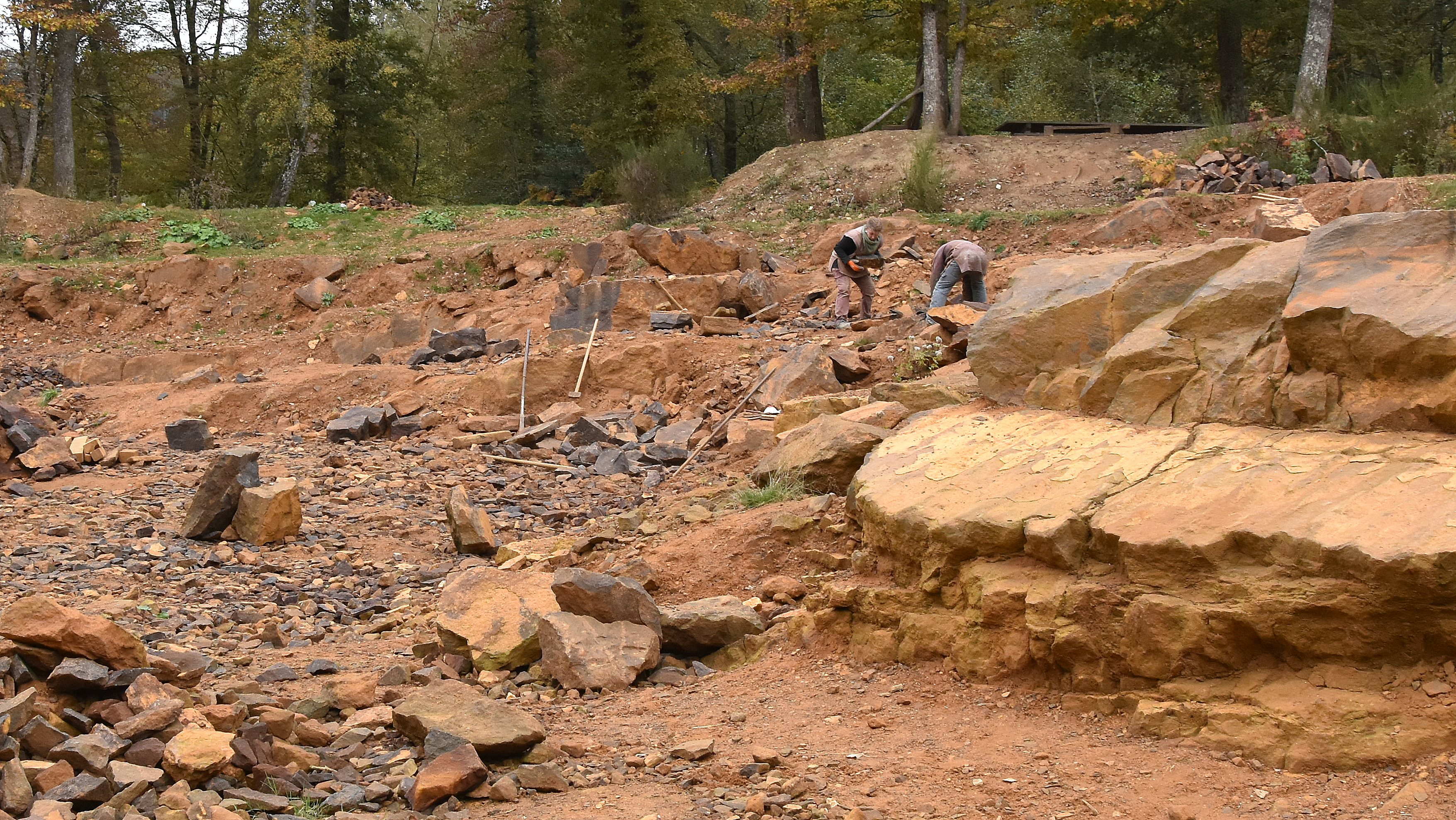
De groeve aan de noordzijde van het kasteel

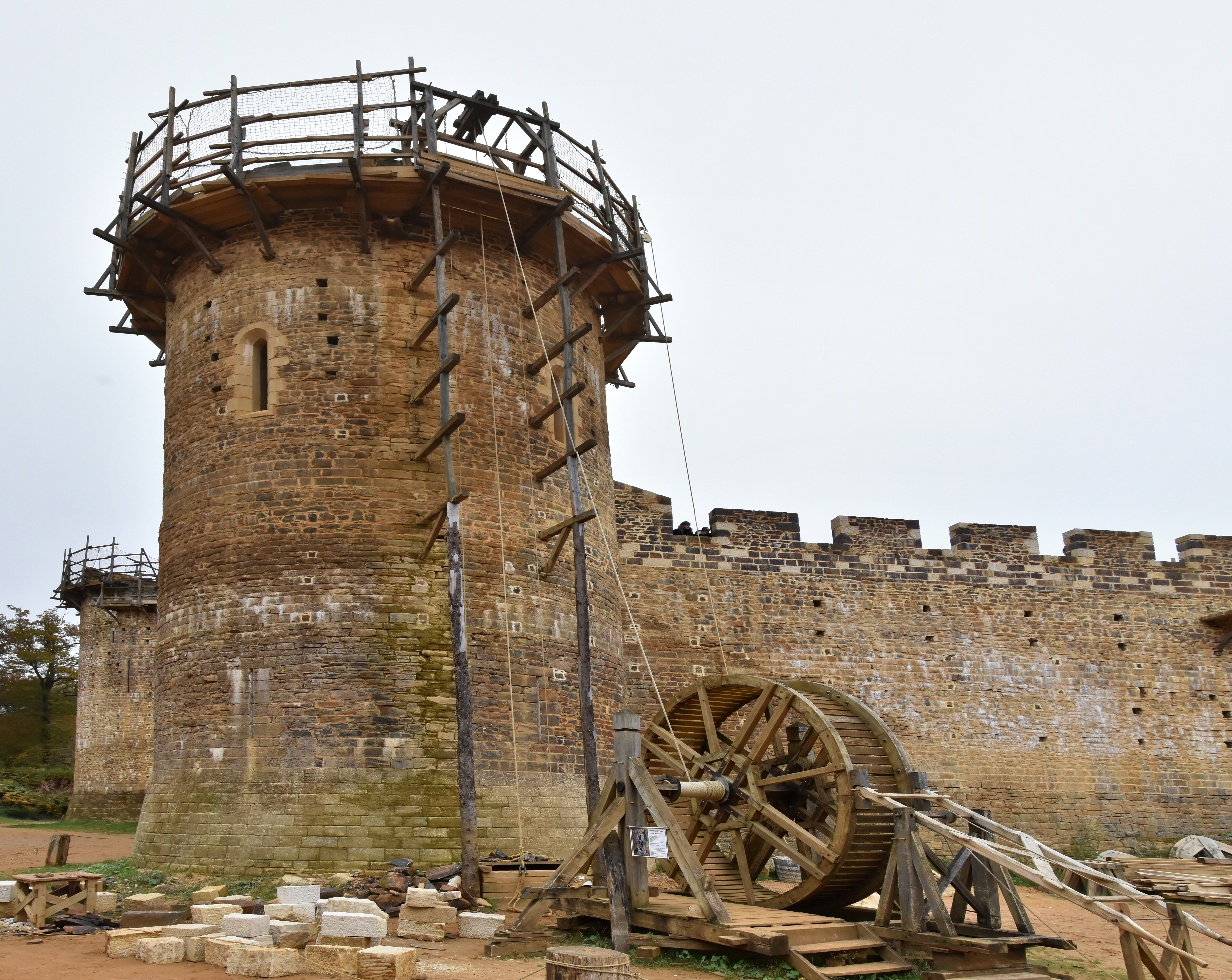
Een tredmolen bij de kapeltoren

In de vlakbij gelegen groeve vinden de steenhouwers ijzerhoudende zandsteen met zijn typische roestkleur. Voor de bouw heeft men ongeveer 60 duizend ton stenen nodig. Om de steen te houwen brengt men markeringen aan die op een lijn worden geplaatst. Met een moker worden metalen wiggen op de lijn in de steen gedreven. De zijwaartse druk zorgt ervoor dat de steen langs een natuurlijke lijn splijt. Hardere stenen gebruikt men voor decoratie, kraagstenen of lateien. Met zachtere vult men de binnenkant van de muren op. In dezelfde groeve vindt men ook okerkleurige zand voor het maken van mortel.
De steenhouwers bewerken de ter plaatse gevonden zandsteen, en kalksteen die bleker van kleur is. Die laatste wordt aangevoerd uit een groeve die 30 km verderop ligt. De gewenste vorm wordt afgetekend op houten panelen die men op de steenhouwerstafel plaatst. Dikke gevlochten touwen onder de steen vangen de slagen op. De steenhouwer slaat zijn eigen merkteken in de steen, plus een plaatsingsteken, zodat de metselaars weten waar de steen in de muur moet. Eertijds werden steenhouwers per gehouwen steen betaald.
Om de stenen aan elkaar te hechten en de muur een zekere graad van elasticiteit te verlenen gebruikt men mortel. De hier gebruikte mortel is een mengsel van kalk, zand en water. De kalk wordt niet ter plaatse gebrand en geblust maar om veiligheidsredenen betrokken van een professionele kalkbrander. Om een stabiel bouwwerk te bekomen is het noodzakelijk dat de steenlagen perfect zijn uitgelijnd, zowel horizontaal als verticaal en met een winkelhaak voor de rechte hoeken.

### De houthakkers en de timmerlieden
In de omgeving van het kasteel groeien eiken. Voor een gedeelte betrekken de bouwers hun hout uit deze bossen. De bomen worden geselecteerd om te voldoen aan bepaalde eisen. Hun natuurlijke vorm kan ze geschikt maken om zonder veel bewerking tot een gebogen stuk hout te komen. Na het omhakken volgt het vierkanten van de stam en de dikste takken. Die dienen om dakgebinten te vervaardigen of de brug, deuren en balken voor de steigers. Al het hout dat overschiet, zoals dat uit de boomkruin en afval, dient om ovens te stoken. Voor tijdelijke constructies zoals leuningen, hijswerktuigen, werkvloeren gebruikt men hout van naaldbomen.
Bij het kappen van een boom bepaalt men eerst de gewenste valrichting. Aan die kant van de boom hakken de houthakkers met een bijl een wig uit de boom. Omgezaagd wordt hij met een trekzaag. Naast het aanleveren van alles wat uit hout bestaat en nodig is voor de bouw vervaardigen de houthakkers ook houten dakpannen (Frans: tavaillons) voor het afdekken van de werkplaatsen en de afdaken van het kasteel.
De taak van de timmerlieden is om de gevierkante boomstammen om te vormen tot alle houten constructies of voorwerpen die nodig zijn in het kasteel en voor de bouw. Dat omvat het dakgebinte, de loopbrug, de hijswerktuigen, de bekistingen voor het dak, deuren en gereedschapskisten.
Ook zij maken, zoals de steenhouwers, van hun constructie een ontwerp dat ze aftekenen op een houten ontwerpvloer. Zodra de delen afgewerkt zijn, worden ze ter controle in elkaar gezet. Na demontage worden ze op hun definitieve plaats weer in elkaar gezet.

### De hijswerktuigen
Het meest prominent aanwezig op de bouwplaats zijn de tredmolens. Dit waren de hijswerktuigen van de middeleeuwen. Afbeeldingen ervan zijn terug te vinden op miniaturen. In sommige havens bleven ze bestaan tot in een niet zo ver verleden. Resten ervan zijn bewaard gebleven in de torens van de kathedralen van Bourges en Straatsburg. Voor men begon met de bouw van de tredmolens besteedde men enkele maanden studie aan het tekenen van het ontwerp. Hedendaagse veiligheidsmaatregelen vroegen om de constructie van een rem die het draaien van de tredmolen op ieder gewenst ogenblik kon stoppen. Ook de touwen, assen en katrollen kunnen meer belasting aan dan nodig. Een man in de tredmolen kan een last van 300 tot 400 kilo omhoog hijsen.

### De smid en de dakpannenmakers
De smid was een van de belangrijkste vakmensen in de middeleeuwen en lange tijd erna. Hij is verantwoordelijk voor de aanmaak van heel wat werktuigen en gereedschappen. Hij zorgt voor het vervangen van gebroken, versleten of vervormde ijzeren voorwerpen. Wegens de kosten van winning, transport en aanmaak was ijzer in de 13e eeuw zeer duur. Alles wat enigszins herbruikbaar was werd omgesmeed tot nieuwe voorwerpen. De smid moest ook de vaardigheid bezitten om scharnieren en hengsels voor deuren en traliewerk te kunnen maken. De smid van Guédelon maakte ook de 700 spijkers die nodig waren voor de constructie van de loopbrug.

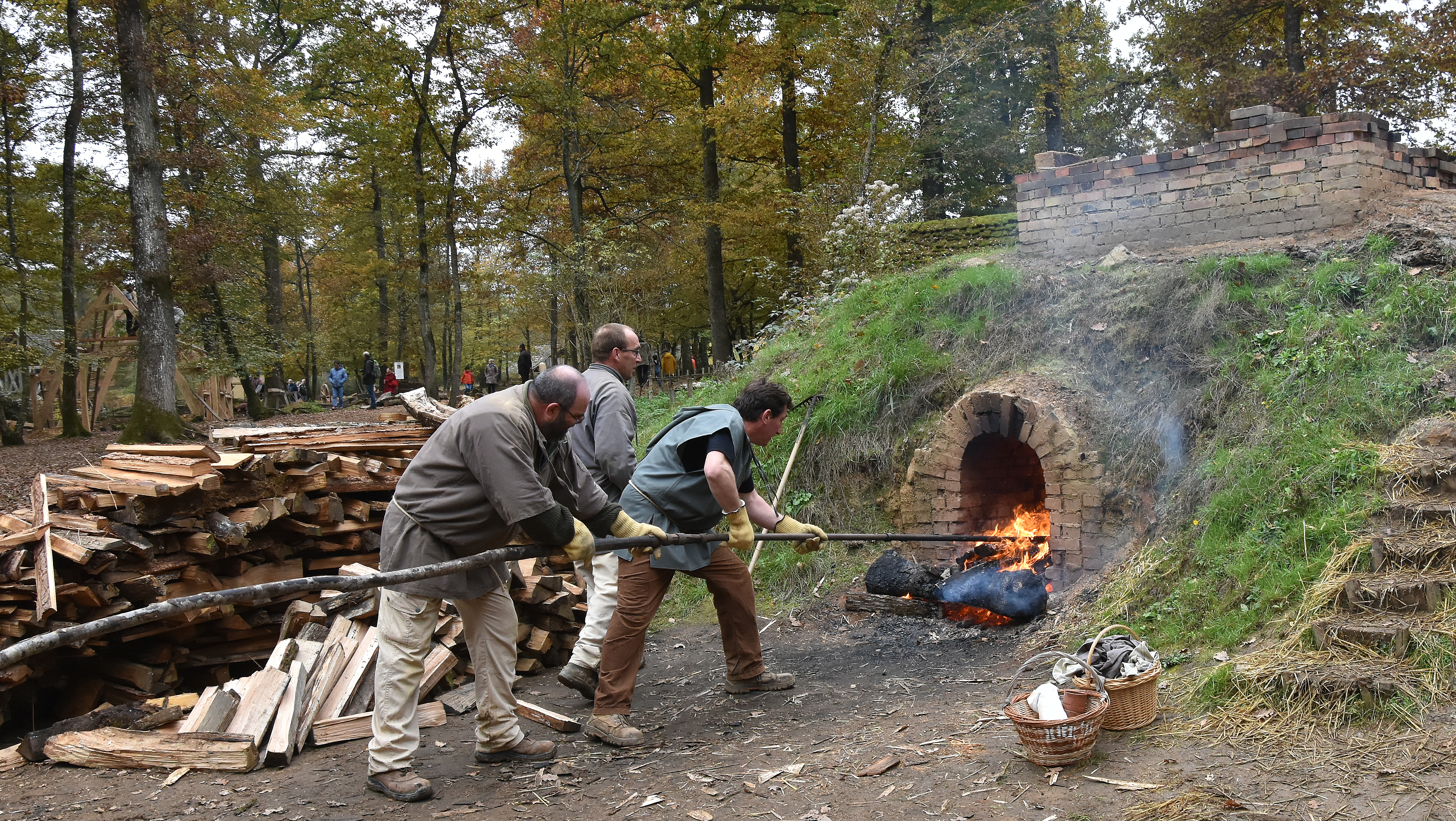
De oven voor de dakpannen

Dakpannenmakers zijn hier aan de slag om onder meer de 25 duizend dakpannen te maken die nodig zijn voor de bedekking van het huis van de leenheer. Daarnaast bakken ze ook de vloertegels die men maakt van de aarde die hier gevonden wordt en die veel klei bevat. Die worden in houten mallen geperst en enkele weken gedroogd. Drie keer per jaar bakt men drieduizend dakpannen op een temperatuur van 1100° Celsius.

## Afbeeldingen

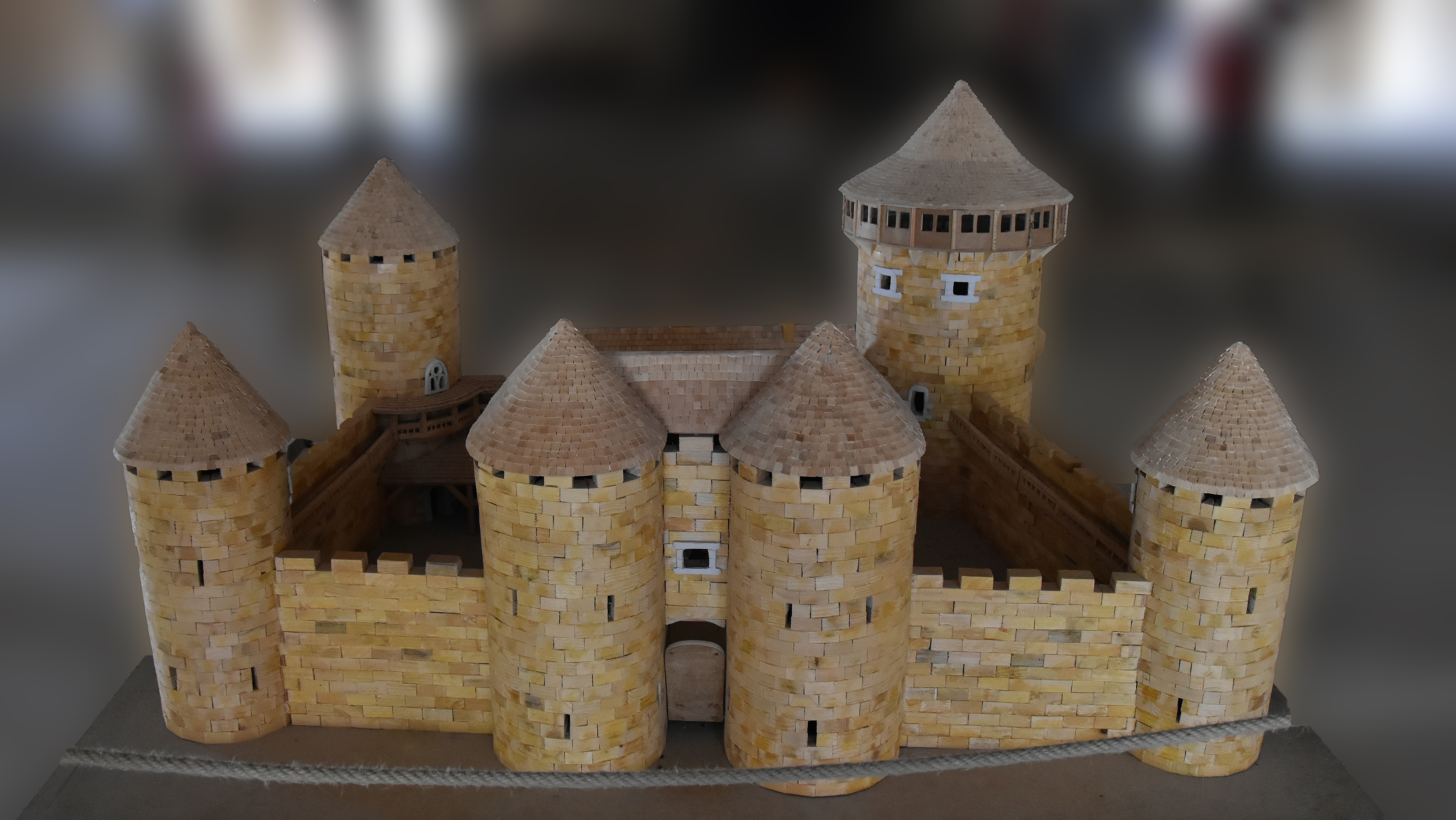
Maquette van het kasteel